# Oliarus longicauda
Oliarus longicauda är en insektsart som beskrevs av Frederick Arthur Godfrey Muir 1924. Oliarus longicauda ingår i släktet Oliarus och familjen kilstritar.
Artens utbredningsområde är Filippinerna. Inga underarter finns listade i Catalogue of Life.